# Elaine Kellett-Bowman
Dame Mary Elaine Kellett-Bowman, DBE (8 de Julho de 1923 - 4 de Março de 2014) foi uma política conservadora inglesa, servindo como membro do Parlamento (MP) pela constituição de Lancaster durante 27 anos desde 1970.

## Vida e carreira
Nascida Mary Elaine Kay, de Walter e Edith Kay (nascida Leather), foi educada na The Mount School, York, St Anne's College, Oxford e Barnett House, Oxford, e tornou-se advogada, chamada às barras dos tribunais pelo Middle Temple em 1964. Serviu como conselheira no concelho de Denbigh, 1952-55, e no concelho de Camden, 1968-74. Também foi reitora da Culford School, 1963-2003.
Como Mary Kellett, contestou Nelson e Colne em 1955, South West Norfolk duas vezes em 1959 (incluindo uma eleição dupla) e Buckingham em 1964 e 1966. Foi MP por Lancaster de 1970 até à sua reforma em 1997. Também serviu como membro do Parlamento Europeu na delegação britânica desde 1975, e depois foi eleita para Cumbria em 1979. Permaneceu MEP até 1984, onde saiu para se concentrar no seu lugar no Parlamento Britânico.

### Ataque incendiário ao Capital Gay
Em 1987, os escritórios do jornal Capital Gay foram alvos de um ataque incendiário. Tony Banks disse "Num ponto de ordem, Sr. Altifalante. Eu ouvi a honorável membro de Lancaster (Mrs. Kellett-Bowman) dizer que era acurado que Capital Gay tivesse pegado fogo". Mrs. Kellett-Bowman disse "Eu estou preparada para afirmar que é certo que tem de existir uma intolerância para o mal".

## Vida pessoal
Teve 4 filhos com o seu primeiro marido, Charles Norman Kellett, mas ficou viúva em Dezembro de 1959; o seu marido morreu num acidente de carro em que ela sofreu traumas na cabeça e perda de memória. Voltou a casar com Edward Bowman em Junho de 1971; o casal permaneceu junto no Camden Borough Council e como membros do Parlamento Europeu; ambos partilhavam o sobrenome Kellett-Bowman.